# Marcin Witczak
Marcin Stefan Witczak – polski inżynier, profesor nauk technicznych.

## Życiorys
W 1998 ukończył studia elektrotechniczne w Politechnice Zielonogórskiej, w 2002 obronił pracę doktorską pt. Detekcja uszkodzeń i identyfikacja nieliniowych systemów dynamicznych, której promotorem był prof. Józef Korbicz, w 2007 habilitował się na podstawie pracy zatytułowanej Strategie modelowania i estymacji dla diagnostyki uszkodzeń systemów nieliniowych. W 2015 uzyskał tytuł profesora nauk technicznych.
Został zatrudniony w Państwowej Wyższej Szkole Zawodowej w Głogowie.
Pracuje w Instytucie Sterowania i Systemów Informatycznych na Wydziale Informatyki, Elektrotechniki i Automatyki Uniwersytetu Zielonogórskiego.
Jest członkiem Komisji Informatyki i Automatyki na Oddziale Polskiej Akademii Nauk w Poznaniu i Komitetu Automatyki i Robotyki PAN.